# Tapeinosperma commutatum
Tapeinosperma commutatum är en viveväxtart som beskrevs av Herman Otto Sleumer. Tapeinosperma commutatum ingår i släktet Tapeinosperma och familjen viveväxter. Inga underarter finns listade i Catalogue of Life.